# Gle Meulinteuing
Gle Meulinteuing är en kulle i Indonesien.   Den ligger i provinsen Aceh, i den västra delen av landet, 1 800 km nordväst om huvudstaden Jakarta. Toppen på Gle Meulinteuing är 60 meter över havet.
Terrängen runt Gle Meulinteuing är platt åt sydväst, men åt nordost är den kuperad.Runt Gle Meulinteuing är det ganska glesbefolkat, med 50 invånare per kvadratkilometer. I omgivningarna runt Gle Meulinteuing växer i huvudsak städsegrön lövskog.